# Aechmea abbreviata
Aechmea abbreviata es una especie de planta de la familia Bromeliaceae. Es nativa de Ecuador en la Provincia de Pastaza: Mera. Su hábitat natural son los bosques húmedos de tierras bajas, subtropicales o tropicales.

## Descripción
Es una bromelia epífita endémica de Ecuador, donde se encuentra ampliamente distribuida en la región amazónica. Conocida por lo menos en nueve colecciones, incluyendo cinco en el Parque nacional Yasuní y el otro en el Parque nacional Sumaco Napo-Galeras. Forma densas colonias unidas por estolones en el dosel superior. Su principal amenaza es la construcción de carreteras que facilita la colonización y la desforestación. La destrucción del hábitat es la única amenaza conocida para la especie.

## Taxonomía
Aechmea abbreviata fue descrita por Lyman Bradford Smith y publicado en Phytologia 6: 434, t. 1, f. 8–12. 1959.
Etimología
Ver: Aechmea
abbreviata: epíteto latino que significa "acortado".